# Strabax monstrosus
Strabax monstrosus – gatunek widłonoga z rodziny Chondracanthidae; jedyny przedstawiciel rodzaju Strabax. Gatunek i rodzaj opisał w 1864 roku fiński biolog Alexander von Nordmann.